# Potentilla hilbigii
Potentilla hilbigii är en rosväxtart som beskrevs av J. Soják. Potentilla hilbigii ingår i Fingerörtssläktet som ingår i familjen rosväxter. Inga underarter finns listade i Catalogue of Life.